# Broskvari
Broskvari je selo 3 km udaljeno od Višnjana i ima 18 stanovnika. Selo je nastalo u 17. st. kada su ga naselili doseljenici iz Grossettija, grada 50 km udaljenom od Rima. 
O nastanku sela postoji legenda da je otac darovao svom sinu to zemljište kako ne bi obitelji napravio sramotu, jer je bio zaljubljen u svoju sluškinju. Za vrijeme talijanske vladavine selo se zvalo Villa Cossetti, a potom Broskvari. Stanovnici su od nekadašnjeg prezimena Cossetto pohrvatili ga u Košeto.

## Stanovništvo
Po popisu iz 2001. te 2011.,  u selu je živjelo 16 stanovnika.
| broj stanovnika |       |       |       |       |       |       |       |       | 26    | 26    | 19    | 20    | 19    | 19    | 16    | 16    | 16    |
|                 | 1857. | 1869. | 1880. | 1890. | 1900. | 1910. | 1921. | 1931. | 1948. | 1953. | 1961. | 1971. | 1981. | 1991. | 2001. | 2011. | 2021. |